# Michael Hirst
Michael Hirst, född 1952, är en brittisk manusförfattare.

## Filmografi (i urval)
- 1998 – Elizabeth
- 2008 – The Tudors (TV-serie)
- 2013 – Vikings (TV-serie)